# Langeland (Bad Driburg)
Langeland ist ein 193 Einwohner zählender Stadtteil von Bad Driburg im Kreis Höxter, Nordrhein-Westfalen.

## Geografie
Langeland liegt am östlichen Hang des Eggegebirges. Die direkten Nachbarortschaften sind Hohenbreden, Erpentrup und Reelsen.
Die Emmer, ein Nebenfluss der Weser, entspringt bei Langeland und fließt durch das Dorf in Richtung Erpentrup, wo sie den Breitenbach aufnimmt.

## Geschichte
Langeland wird auch das Hagebuttenland genannt, da in der Umgebung Langelands sehr viele Hagebutten wachsen.
Die Legende des schwarzen Kreuzes besagt, dass einst an jenem Ort im Wald ein Köhler von Räubern überfallen und in Kreuzform in seinem Meiler verbrannt wurde. Die verkohlte Leiche des Köhlers soll in Kreuzform auf dem Boden gelegen haben. Zur Erinnerung stellte man ein schwarzes Kreuz auf.
Langeland gehörte bis zu den Napoleonischen Kriegen zur Vogtei Driburg im Hochstift Paderborn. Im Königreich Westphalen bildete Langeland von 1807 bis 1813 eine Gemeinde im Kanton Driburg des Distrikts Höxter im Departement der Fulda und fiel dann an Preußen. 1816 kam die Gemeinde zum neuen Kreis Brakel und 1832 zum Kreis Höxter, in dem sie zum Amt Driburg gehörte. Am 1. Januar 1970 wurde Langeland durch das Gesetz zur Neugliederung des Kreises Höxter in die Stadt Bad Driburg eingegliedert.

## Verkehr
Der Bahnhof Langeland liegt an der Bahnstrecke Hannover–Altenbeken und der Bahnstrecke Altenbeken–Kreiensen. In den 1950er Jahren bekam der Betriebsbahnhof Langeland einen Bahnsteig für den Personenverkehr. Dieser wurde aber Ende der 1960er Jahre wieder zurückgebaut. Seitdem ist der Bahnhof Langeland wieder reiner Betriebsbahnhof.

## Pfarrgemeinde

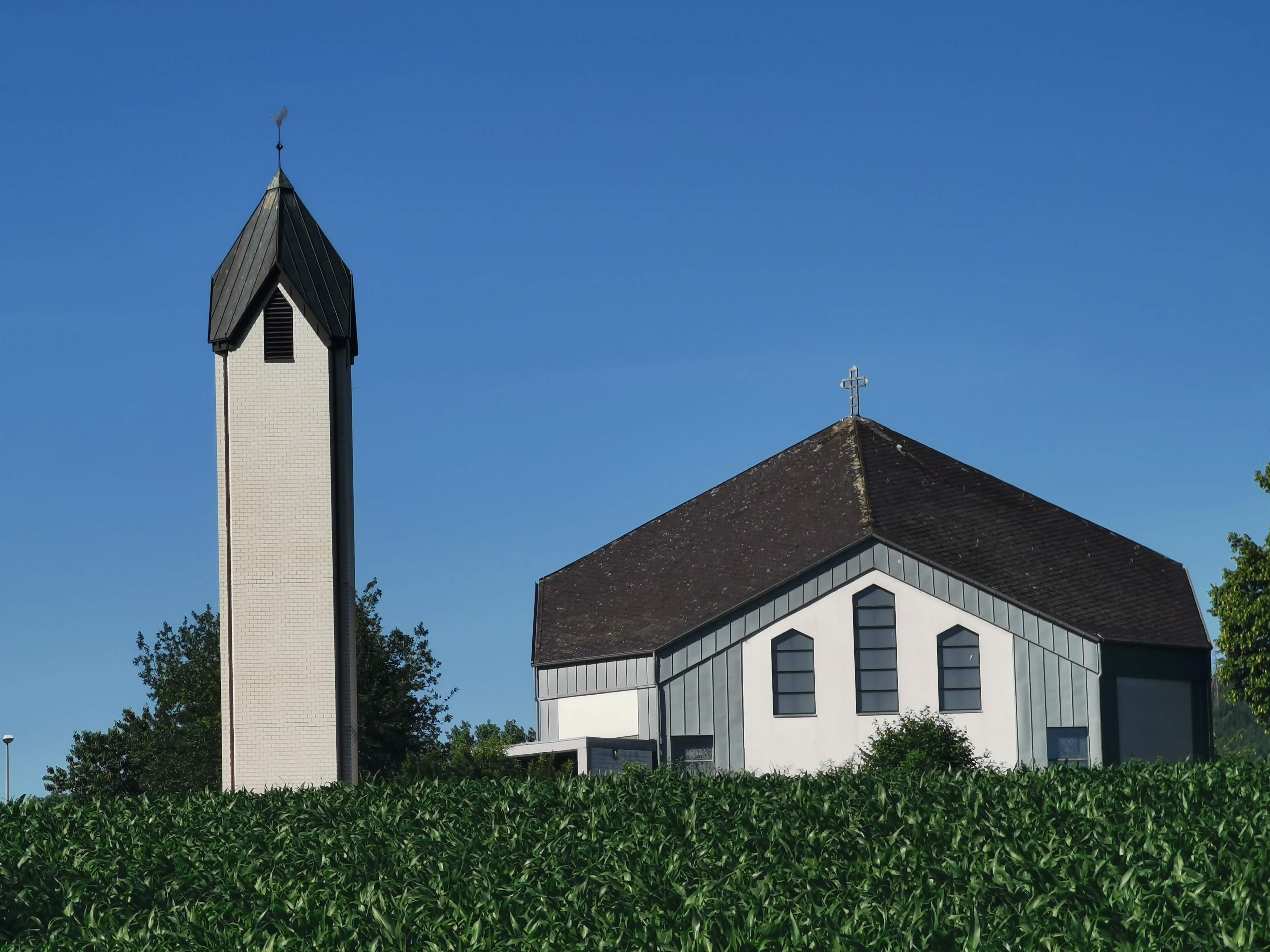
St. Johannes Nepomuk, aus Richtung Erpentrup betrachtet

Langeland gehört mit ihrer örtlichen Kirche St. Joh. Nepomuk zur Pfarrgemeinde Mariä Himmelfahrt, Pömbsen und zum Pastoralverbund Bad Driburg.

## Sehenswürdigkeiten

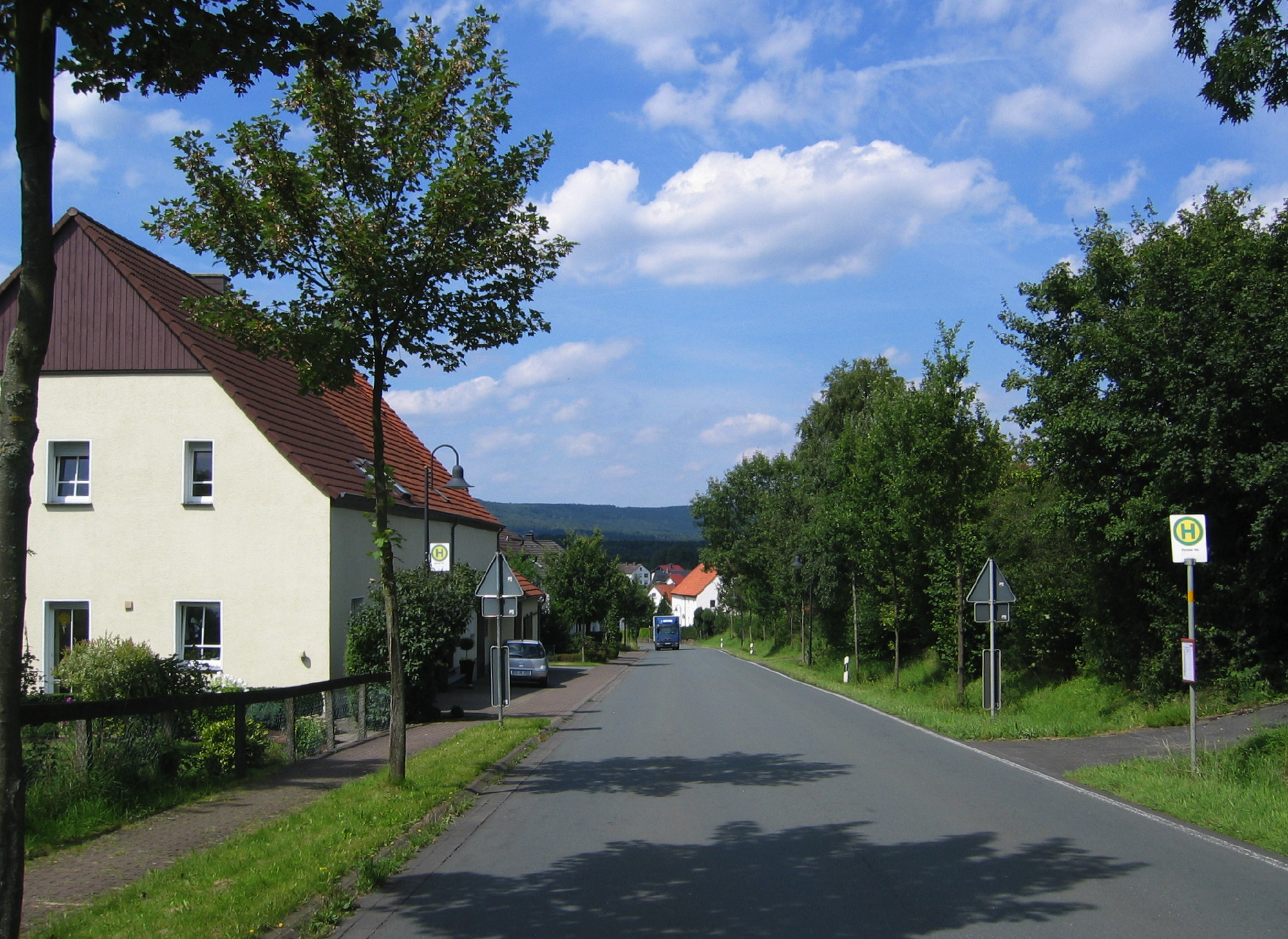
Südöstlicher Ortseingang von Langeland, Blick entlang der Horner Straße, 2007

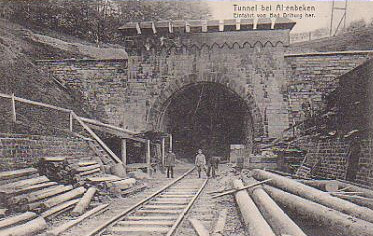
Rehbergtunnel, Ostportal: Langeland, 1909

- Die Emmerquelle
- Der Rehbergtunnel
- Der Bodostein
- Das Schwarze Kreuz
- Die renovierte Kirche